# Múa thoát y

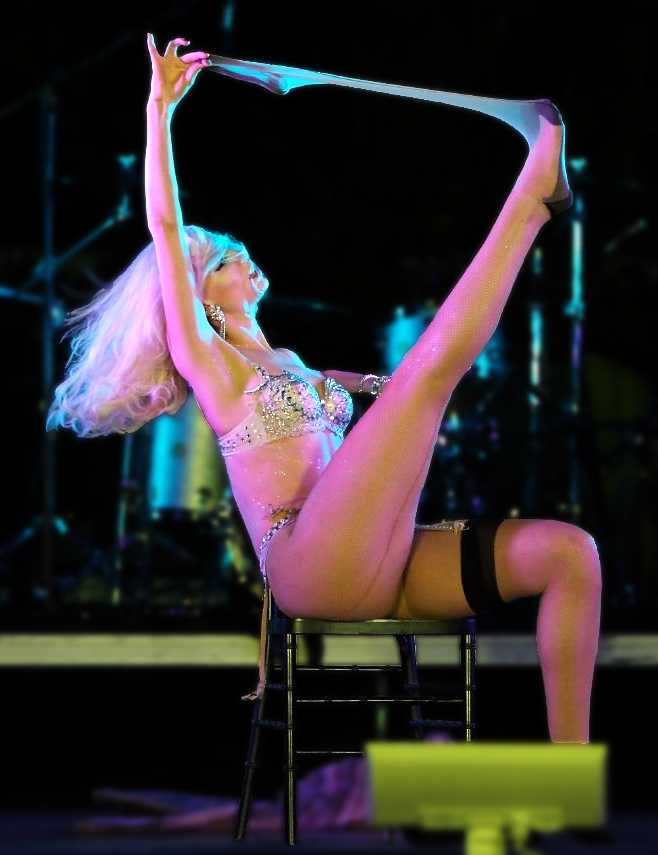
Vũ công burlesque Mỹ Lola Bel Aire biểu diễn múa thoát y truyền thống.

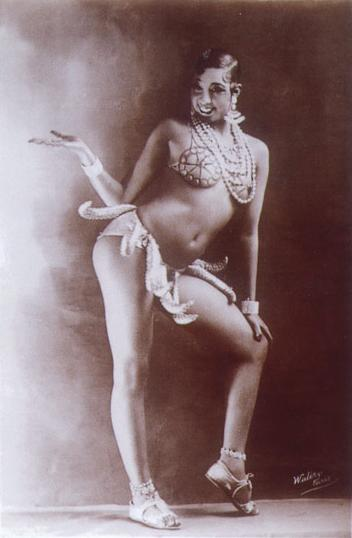
Josephine Baker trong bộ trang phục "dây nịt chuối", lần đầu tiên được thấy trong chương trình Folies Bergère La Folie du Jour vào năm 1926-27.

Múa thoát y hay còn gọi là striptease, strip dance (vũ điệu/ điệu múa/ trêu), trong đó strip là cởi / lột hết quần áo trên người và tease là trêu chọc / ghẹo, là một điệu múa erotic hoặc exotic, trong đó người biểu diễn dần cởi quần áo, một phần hoặc hoàn toàn, theo một cách quyến rũ và gợi dục. Người thực hiện vũ điệu thoát y thường được gọi là vũ công thoát y hoặc vũ công exotic.
Ở các nước phương Tây, các địa điểm nơi biểu diễn thoát y thường xuyên thường được gọi là câu lạc bộ thoát y, mặc dù chúng có thể được biểu diễn ở các địa điểm như quán rượu (đặc biệt là ở Anh), nhà hát và phòng hòa nhạc. Đôi khi, một vũ nữ thoát y có thể được thuê để biểu diễn tại một đại học hoặc tiệc sinh viên. Ngoài việc cung cấp giải trí người lớn, thoát y có thể là một hình thức khởi động tình dục giữa các đối tác. Điều này có thể được thực hiện như một sự kiện ngẫu hứng, hoặc cho một dịp đặc biệt, với kế hoạch phức tạp liên quan đến trang phục tưởng tượng, âm nhạc, ánh sáng đặc biệt, thực hành các bước nhảy.
Striptease liên quan đến việc cởi quần áo chậm và khêu gợi (sensuous). Vũ nữ thoát y có thể kéo dài thời gian cởi quần áo bằng các chiến thuật trì hoãn như mặc thêm quần áo hoặc đặt quần áo hoặc tay trước các bộ phận cơ thể không cởi quần áo như ngực hoặc bộ phận sinh dục. Sự nhấn mạnh là hành động cởi quần áo cùng với chuyển động khêu gợi tình dục, thay vì trạng thái cởi quần áo. Trong quá khứ, buổi biểu diễn thường kết thúc ngay khi việc cởi quần áo kết thúc, mặc dù các vũ nữ thoát y ngày nay thường tiếp tục nhảy múa trong màu nude. Trang phục mà vũ nữ thoát y mặc trước khi tháo gỡ có thể tạo thành một phần của hành động. Trong một số trường hợp, sự tương tác của khán giả có thể tạo thành một phần của hành động, với khán giả kêu gọi vũ nữ thoát y cởi thêm quần áo hoặc vũ nữ thoát y tiếp cận khán giả để tương tác với họ.
Striptease và khỏa thân công cộng đã bị cấm theo luật pháp và văn hóa và các cân nhắc thẩm mỹ và cấm kỵ khác. Hạn chế về địa điểm có thể thông qua các yêu cầu và hạn chế cấp phép địa điểm tổ chức sự kiện (venue) và một loạt các luật pháp quốc gia và địa phương. Những luật này khác nhau đáng kể trên khắp thế giới và thậm chí giữa các phần khác nhau của cùng một quốc gia.
H. L. Mencken được ghi có với cách đặt từ ecdysiast  - từ "ecdysis", có nghĩa là "lột xác"   - để đáp lại yêu cầu từ nghệ sĩ thoát y Georgia Sothern, về một cách "trang nghiêm hơn" để đề cập đến nghề nghiệp của cô. Gypsy Rose Lee, một trong những nghệ sĩ thoát y nổi tiếng nhất mọi thời đại, đã chấp thuận thuật ngữ này.

## Thư viện hình ảnh
Tư liệu liên quan tới Striptease tại Wikimedia Commons